# 존 디펜베이커
존 조지 디펜베이커(영어: John George Diefenbaker, IPA: [ˈdiːfənˌbeɪkər], 1895년 9월 18일~1979년 8월 16일)는 1957년부터 1963년까지 제13대 캐나다 총리를 지낸 정치인이다. 1935년 이후 22년 만에 총리직에 오른 우익 인사이다. 총리를 지내기 전인 1940년에 하원의원으로 당선되었으며, 1956년부터 캐나다 진보보수당 대표를 지내기 시작하였다. 총리직에서 물러난 뒤에도 1967년까지 진보보수당 대표를 유지하였으며, 의원직은 죽을 때까지 유지하였다.
총리직을 지내는 동안 최초로 여성 장관과 원주민 출신 상원의원을 임명하였으며, 캐나다 권리 장전을 통과시키는 등 인권 분야에서 업적을 남겼다. 또한, 1958년 총선에서 그가 이끈 진보보수당은 208석을 확보하였는데, 이 의석수는 총선 역사상 단일 정당이 얻은 가장 많은 수였으며, 의석수 비율에서는 지금까지도 최대치이다. 그러나 외교 면에서 여러 실책이 나와 곤욕을 치렀는데, 특히 애로 전투기 연구 취소와 미국 미사일 구입은 여러 사람의 반발을 일으켰으며, 그 결과 1963년 총선에서 패하게 되었다.

## 생애
온타리오주 노이슈타트에서 독일계 아버지와 스코틀랜드계 어머니 사이에서 태어났고, 1903년 가족과 함께 서스캐처원주로 이주하였다. 변호사가 될 계획을 세워 서스캐처원 대학교에서 법학을 공부하였고, 1919년 서스캐처원 주의 워코(Wakaw)에서 자신의 법률 사무소를 열었다. 주민들은 그의 기술을 방어적 변호사로 주목하였다.
1920년 정계에 입문하여 진보보수당 당수로 1940년 캐나다 하원 의원에 선출되었다. 1957년 6월 21일 13대 총리에 취임하여, 캐나다를 더욱 부유한 국가로 성장시키기 위한 일을 시작하였다. 또한 오대호와 대서양을 잇는 세인트로렌스 수로를 여는 데 도움을 주었다. 1963년 4월 22일에 총리직을 사임하였고, 1967년 진보보수당 당수 직위에서도 물러났다.
1979년 8월 16일 수도인 오타와 근교에서 83세의 나이로 사망하였다.
이후 1993년 그를 기리기 위해 새스커툰 국제공항이 존 G. 디펜베이커 국제공항으로 명칭이 변경되어 현재에 이르고 있다.

## 서훈
- 1976년 컴패니언 오브 아너(Order of the Companions of Honour, CH)

## 역대 선거 결과
| 선거명      | 직책명                         | 대수 | 정당              | 득표율 | 득표수   | 결과 | 당락                       |
| ----------- | ------------------------------ | ---- | ----------------- | ------ | -------- | ---- | -------------------------- |
| 1925년 선거 | 하원의원 (프린스앨버트 선거구) | 15대 | 보수당            | 23.30% | 2,412표  | 3위  | 낙선                       |
| 1926년 선거 | 하원의원 (프린스앨버트 선거구) | 16대 | 보수당            | 35.13% | 4,838표  | 2위  | 낙선                       |
| 1940년 선거 | 하원의원 (레이크 센터 선거구)  | 19대 | 보수당            | 36.29% | 5,974표  | 1위  | 레이크 센터 하원의원 당선  |
| 1945년 선거 | 하원의원 (레이크 센터 선거구)  | 20대 | 캐나다 진보보수당 | 41.54% | 6,884표  | 1위  | 레이크 센터 하원의원 당선  |
| 1949년 선거 | 하원의원 (레이크 센터 선거구)  | 21대 | 캐나다 진보보수당 | 48.67% | 8,845표  | 1위  | 레이크 센터 하원의원 당선  |
| 1953년 선거 | 하원의원 (프린스앨버트 선거구) | 22대 | 캐나다 진보보수당 | 44.07% | 10,038표 | 1위  | 프린스앨버트 하원의원 당선 |
| 1957년 선거 | 하원의원 (프린스앨버트 선거구) | 23대 | 캐나다 진보보수당 | 53.08% | 12,349표 | 1위  | 프린스앨버트 하원의원 당선 |
| 1958년 선거 | 하원의원 (프린스앨버트 선거구) | 24대 | 캐나다 진보보수당 | 72.13% | 16,583표 | 1위  | 프린스앨버트 하원의원 당선 |
| 1962년 선거 | 하원의원 (프린스앨버트 선거구) | 25대 | 캐나다 진보보수당 | 70.78% | 18,276표 | 1위  | 프린스앨버트 하원의원 당선 |
| 1963년 선거 | 하원의원 (프린스앨버트 선거구) | 26대 | 캐나다 진보보수당 | 71.39% | 17,824표 | 1위  | 프린스앨버트 하원의원 당선 |
| 1965년 선거 | 하원의원 (프린스앨버트 선거구) | 27대 | 캐나다 진보보수당 | 65.06% | 15,635표 | 1위  | 프린스앨버트 하원의원 당선 |
| 1968년 선거 | 하원의원 (프린스앨버트 선거구) | 28대 | 캐나다 진보보수당 | 56.04% | 17,850표 | 1위  | 프린스앨버트 하원의원 당선 |
| 1972년 선거 | 하원의원 (프린스앨버트 선거구) | 29대 | 캐나다 진보보수당 | 59.50% | 19,410표 | 1위  | 프린스앨버트 하원의원 당선 |
| 1974년 선거 | 하원의원 (프린스앨버트 선거구) | 30대 | 캐나다 진보보수당 | 59.14% | 17,787표 | 1위  | 프린스앨버트 하원의원 당선 |
| 1979년 선거 | 하원의원 (프린스앨버트 선거구) | 31대 | 캐나다 진보보수당 | 48.96% | 16,438표 | 1위  | 프린스앨버트 하원의원 당선 |